# Бессараба Іван Венедиктович
Бессара́ба Іван Венедиктович (близько 1850, с. Ломази Седлецької губернії, тепер Польща — 1921) — український фольклорист, етнограф, мовознавець.

## Життєпис
З 1880-х рр. до 1916 вчителював на Херсонщині в селі Нова Прага (нині Олександрійський район). Протягом 30 років збирав та упорядковував народні пісні, легенди, приказки, прикмети, дитячий фольклор, описав багато народних звичаїв і обрядів, які зібрав та опублікував у книзі «Материалы для этнографии Херсонской губернии» (1916), досліджував питання культурних взаємин росіян, українців, білорусів та поляків.

## Наукова діяльність
В етнографічних працях подав систематизовані описи окремих підляських і степових говірок на всіх структурних рівнях, зосередив увагу на їх відмінностях від інших українських діалектів та від російської літературної мови.
Записав у Седлецькій і Херсонській губерніях та опублікував зразки народної прози, пісень, прислів'їв і приказок, прикмет, дитячого фольклору, народної драми, описав народні звичаї та обряди («Матеріали для етнографії Седлецької губернії», 1903; «Матеріали для етнографії Херсонської губернії», 1916; обидві праці — рос. мовою).